# Elizabeth Fraser

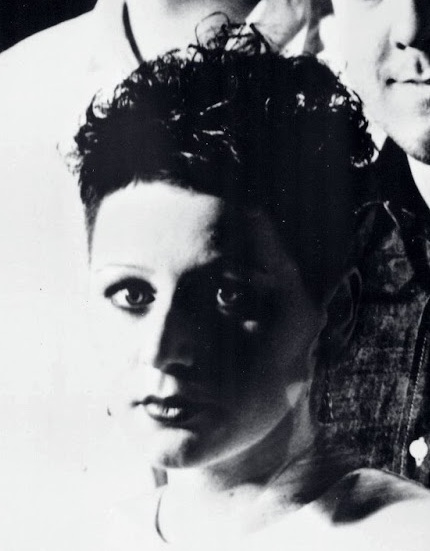
Elizabeth Fraser (1986)

Elizabeth Davidson Fraser (* 29. August 1963 in Grangemouth) ist eine schottische Sängerin. Bekannt wurde sie vor allem als Sängerin der schottischen Dream-Pop-Band Cocteau Twins. Seit deren Auflösung im Jahr 1998 beteiligt sie sich an Projekten anderer Musiker und verfolgt eigene Soloprojekte.

## Leben

### Cocteau Twins
Im Alter von 17 Jahren gründete Fraser 1981 in ihrer Heimatstadt Grangemouth zusammen mit Robin Guthrie und Will Heggie die Band Cocteau Twins. Guthrie und Heggie waren auf Fraser aufmerksam geworden, als sie diese eines Nachts in einem Club tanzen gesehen hatten. Obwohl Fraser zu diesem Zeitpunkt noch keine gesanglichen Ambitionen hatte, schloss sie sich den beiden an.
Schon nach kurzer Zeit stieg sie wieder aus der neugegründeten Band aus, da sie sich noch nicht bereit dazu fühlte, kehrte jedoch ein halbes Jahr darauf wieder zurück, weil sie eine Beziehung mit Guthrie begonnen hatte. Daraufhin gingen die drei nach London, wo sie von dem bekannten Radio–DJ John Peel unterstützt wurden, und begannen erste Demotapes aufzunehmen. Schon bald wurde das junge Independent-Label 4AD auf die Band aufmerksam, nahm sie unter Vertrag und veröffentlichte 1982 ihr Debütalbum Garlands.
Die Cocteau Twins konnten sich in der Folge neben Bands wie My Bloody Valentine oder The Jesus and Mary Chain als Vorreiter der Shoegazing-Bewegung etablieren. Aufsehen erregte insbesondere Frasers charakteristischer Gesangsstil, der Anleihen aus dem gälischen Sprechgesang Puirt a beul und der Glossolalie nimmt und zumeist nur schwer verständlich und interpretierbar ist, was zu langanhaltenden Debatten über die Bedeutung der Liedtexte geführt hat.
Ende der 1980er-Jahre geriet Frasers langjährige Beziehung zu Guthrie in die Schieflage und beide wurden sich zusehends fremd, was zu Spannungen innerhalb der Band führte. Dies besserte sich auch nicht nach der Geburt der gemeinsamen Tochter 1989. Die Situation verschärfte sich noch zusätzlich durch Guthries anhaltende Drogen- und Alkoholabhängigkeit, die Fraser ins Unglück stürzte und schließlich während der Aufnahmen des Albums Four-Calendar Café zum Nervenzusammenbruch führte, in dessen Folge sie sich in Psychotherapie begeben musste und sich von Guthrie trennte. Widerwillig blieb Fraser noch einige Zeit in der Band und begann währenddessen eine kurze aber intensive Beziehung mit dem US-amerikanischen Musiker Jeff Buckley, die bis kurz vor dessen Tod im Mai 1997 währte.

### Soloaktivitäten
Nach der Auflösung der Cocteau Twins 1998 setzte Fraser ihr gesangliches Engagement fort und arbeitete mit namhaften Musikern wie etwa Craig Armstrong, Massive Attack, Peter Gabriel an dem Soundtrack OVO für die Millennium Dome Show von 2000  oder Yann Tiersen zusammen. Daneben wirkte sie an der Filmmusik zahlreicher Filme mit, darunter Jenseits der Träume, Eiskalte Engel und die ersten beiden Teile der Filmtrilogie Der Herr der Ringe.
Zwar beteiligte sich Fraser an zahlreichen Projekten anderer Musiker, eigene Soloveröffentlichungen sind jedoch bislang rar. So erschien 2000 die auf 200 Stück limitierte White-Label-Veröffentlichung Underwater, die mehrere Trance-Remixes des Titelliedes enthielt. Die Veröffentlichung eines für 2007 angekündigten Soloalbums blieb aus. Ende 2009 erschien die Solosingle Moses, die Fraser einige Zeit zuvor zusammen mit ihrem Partner Damon Reece und dem befreundeten Musiker Jake Drake-Brockman aufgenommen hatte.
2022 erschien bei Partisan Records die 5-Track-EP Sun's Signature des gemeinsamen Projektes von Fraser und ihrem Partner Reece, das ebenfalls den Namen Sun's Signature trägt.

## Sonstiges
Elizabeth Fraser lebt zusammen mit ihrem Lebensgefährten Damon Reece (ehemals Schlagzeuger bei Massive Attack, Spiritualized und Lupine Howl) in Bristol. Sie hat zwei Töchter; eine stammt aus ihrer Beziehung mit Reece, die andere aus ihrer früheren Beziehung mit Robin Guthrie.
Zu ihren gesanglichen Einflüssen und Vorbildern zählt Fraser unter anderem Tim Buckley, Kate Bush, Judy Henske, Billie Holiday, Esther Ofarim, Edith Piaf, Nina Simone, Frank Sinatra und Mystère des Voix Bulgares.
Am 26. September 2023 wurde ein Asteroid nach ihr benannt: (622398) Fraser.

## Gastauftritte (Auswahl)
- 1984: It’ll End in Tears (This Mortal Coil)
- 1984: Scarecrow (The Wolfgang Press)
- 1986: Standing Up Straight (The Wolfgang Press)
- 1989: Candleland (Ian McCulloch)
- 1992: Mysterio (Ian McCulloch)
- 1994: Lifeforms (The Future Sound of London)
- 1998: The Space Between Us (Craig Armstrong)
- 1998: The Winter Guest (Michael Kamen)
- 1998: Mezzanine (Massive Attack)
- 1998: Blame Someone Else (Simon Raymonde)
- 1999: Jenseits der Träume (Elliot Goldenthal)
- 2000: OVO (Peter Gabriel)
- 2001: Der Herr der Ringe: Die Gefährten (Howard Shore)
- 2002: Der Herr der Ringe: Die zwei Türme (Howard Shore)
- 2005: Les Retrouvailles (Yann Tiersen)
- 2006: Collected (Massive Attack)
- 2019: The Moon Shines Bright (Sam Lee)
- 2020: Shiver (Jónsi)